# Heinrich von Diepenbrock
Heinrich von Diepenbrock (* im 16. Jahrhundert; † 29. Mai 1568) war Domherr in Münster.

## Leben
Heinrich von Diepenbrock wurde als Sohn des Heinrich von Diepenbrock zu Buldern (* 1500) und dessen Gemahlin Anna von Oer zu Kakesbeck (* 1517) geboren. Sie war die Tochter des Berndt von Oer. 1559 war das Ehepaar Aufsitzer im Haus Buldern. Heinrichs Bruder Hermann (1540–1596) war Domherr in Paderborn,
Domscholaster und Hofkammerrat in Münster. Seine Schwester Sophia war mit Jobst Droste zum Vehof verheiratet. Die Quellenlage gibt nur wenig Aufschluss über sein Wirken.
Bevor Heinrich im Jahre 1566 Domherr in Münster wurde, hatte er ab dem Jahre 1561 ein Kanonikat in St. Mauritz in Münster.